# Spurweite (Kraftfahrzeugtechnik)

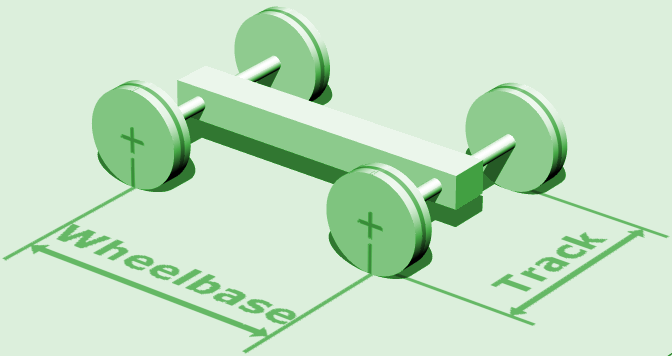
Spurweite (Track, gemessen zwischen den Radaufstandspunkten) und Radstand (Wheelbase)

Als Spurweite (Spurbreite engl. Track od. Axle Track) bezeichnet man in der Kraftfahrzeugtechnik den Abstand zwischen den beiden Radaufstandspunkten einer Achse in der Ansicht von hinten. Dies entspricht einer Projektion auf die y-z-Ebene des fahrzeugfesten Koordinatensystems. Bei Doppelbereifung wird jeweils von der Mitte der Zwillingsbereifung gemessen. Die Spurweite wird in Konstruktionslage angegeben. Die Spurweite ist ein konstruktives Maß, welches nur angenähert gemessen werden kann. Man kann z. B. außenbündig (am Boden) messen und davon die Reifenbreite abziehen.

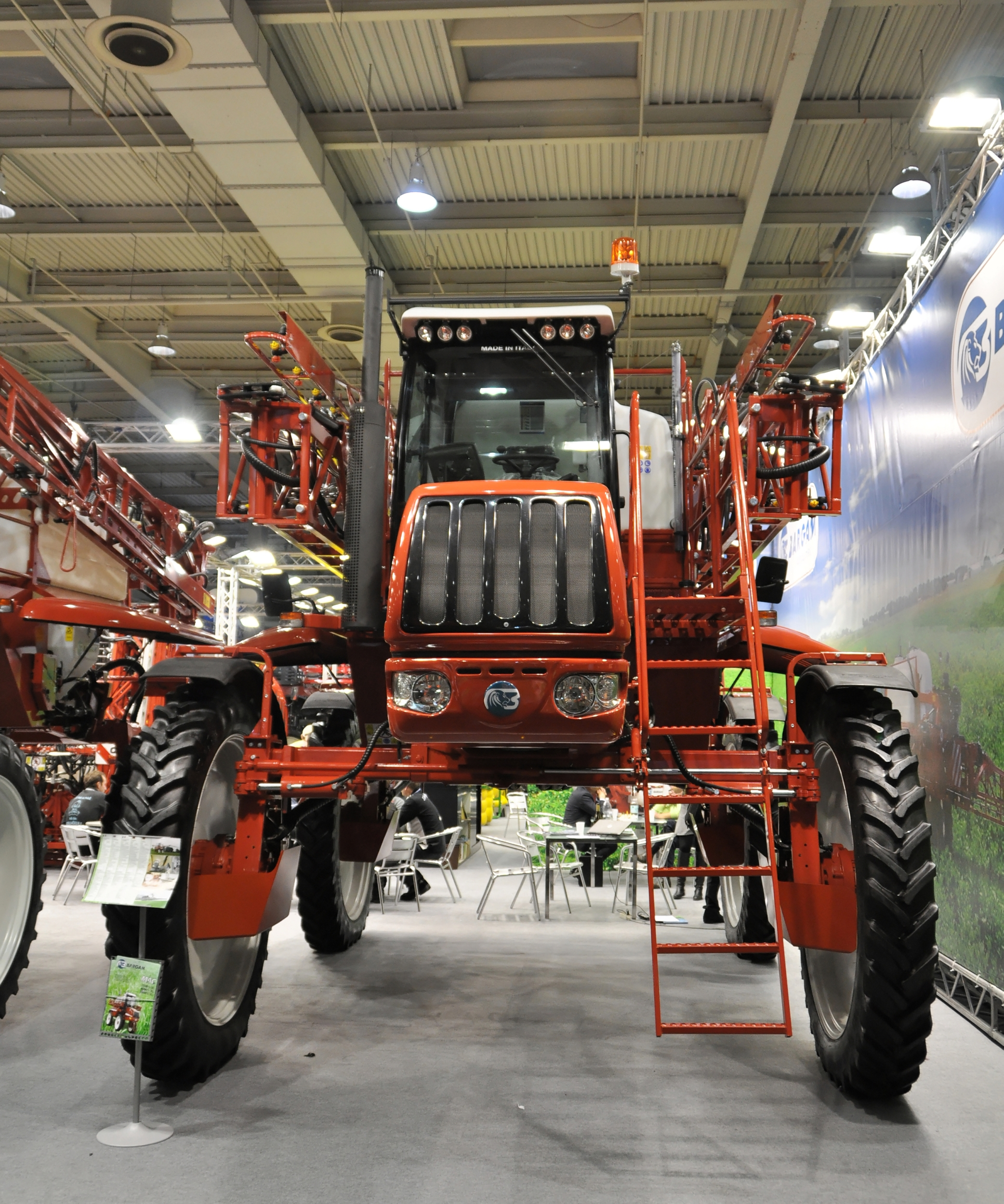
Selbstfahrspritze mit verstellbarer Spurweite

Die Spurweite hat in Verbindung mit der Schwerpunkthöhe Einfluss auf die Kippgrenze. Die mögliche Spurweite wird bereits im Wesentlichen beim Fahrzeugkonzept durch die Fahrzeugbreite festgelegt.
Aus optischen oder anderen Gründen, z. B. der Aerodynamik, sollen die Räder nicht zu weit aus der Fahrzeugkontur herausragen. Bei Fahrzeugvarianten mit Breitreifen wird dann häufig die Spurweite über die Einpresstiefe reduziert, um das Außenmaß beizubehalten.

## Spurweitenänderung, Momentanzentrumshöhe
Bei Einzelradaufhängungen ändert sich die Spurweite {\displaystyle b} in Abhängigkeit vom Federweg. Der Radaufstandpunkt bewegt sich in der Ansicht von hinten unter dem Winkel {\displaystyle \tau } zur Senkrechten. Diese Bewegungsrichtung steht definitionsgemäß senkrecht auf der Verbindung vom Radaufstandspunkt zum Momentanpol der Bewegung. Zu Beginn der Wankbewegung sind die Geschwindigkeiten der Radaufstandspunkte entgegengesetzt gleich groß. Die Polstrahlen schneiden sich in der Fahrzeugmitte. Dieser Punkt wird als Momentanzentrum oder Rollzentrum bezeichnet und ist derjenige Punkt an dem Seitenkräfte vom Fahrzeug auf die Achse übertragen werden ohne die Federungselemente zu beanspruchen.
Die Momentanzentrumshöhe (Rollzentrumshöhe) {\displaystyle h_{\text{MZ}}} der Achse gibt die Höhe des Momentanzentrums über der Fahrbahn an. Sie ergibt sich zu:
{\displaystyle h_{\text{MZ}}={\frac {b}{2}}\cdot \tan \tau }
Mit {\displaystyle \tan \tau ={\frac {1}{2}}\cdot {\frac {\Delta b}{\Delta f}}} ergibt sich ein direkter Zusammenhang zwischen Spurweitenänderung {\displaystyle \Delta b} und Federwegänderung {\displaystyle \Delta f}, der proportional zur Momentanzentrumshöhe ist:
{\displaystyle \Delta b=2\cdot {\frac {h_{\text{MZ}}}{b/2}}\cdot \Delta f}
Die Momentanzentrumshöhe ändert sich mit dem Federweg und soll mit zunehmender Einfederung absinken. Durch geeignete Wahl der Momentanzentrumshöhe wird der Anteil des Wankmoments festgelegt, der nicht über die Federung abgestützt wird. Ein über der Fahrbahn liegendes Momentanzentrum reduziert also den Wankwinkel. Ein zu hohes Momentanzentrum wie bei einer hinteren Pendelachse bewirkt aber, dass bei Kurvenfahrt zu große Radlastdifferenzen auftreten, die zu einer Übersteuerneigung im Grenzbereich bei hinterradgetriebenen Fahrzeugen führen.